# Tres dies de De Panne-Koksijde 2016
Els Tres dies de De Panne-Koksijde 2016, 40a edició de la cursa ciclista Tres dies de De Panne-Koksijde, es disputaran entre el 29 i el 31 de març de 2016 sobre un recorregut de 535 quilòmetres repartits entre tres etapes, la darrera d'elles dividida en dos sectors, el segon d'ells una contrarellotge individual. La cursa formarà part de l'UCI Europa Tour 2016 amb una categoria 2.HC.
El vencedor final fou el neerlandès Lieuwe Westra (Astana Qazaqstan Team), que s'imposà per 13" al noruec Alexander Kristoff (Team Katusha) i per 16 al seu company d'equip Alexey Lutsenko. Aquests tres ciclistes van arribar escapats en la primera etapa, amb Kristoff com a líder fins a la contrarellotge individual final, però en ella Westra fou el millor i aconseguí la victòria final.
En les classificacions secundàries Loïc Vliegen (BMC Racing Team) guanyà la classificació de la muntanya, Kristoff la dels punts, i Danny van Poppel (Team Sky) la dels esprints. L'Astana Qazaqstan Team fou el millor equip.

## Equips participants
22 equips van prendre part en aquesta edició, 11 World Tour i equips continentals professionals. El
Wanty-Groupe Gobert, tot i estar convidat, va decidir no prendre part a la cursa el dilluns 28 de març després de conèixer la mort d'Antoine Demoitié de resultes d'una caiguda a la Gant-Wevelgem del dia abans.
- 11 World Tour: Astana Qazaqstan Team, BMC Racing Team, Cannondale, Etixx-Quick Step, FDJ, Team Katusha, Lampre-Merida, Lotto Soudal, Orica-GreenEDGE, Team Sky, Team Tinkoff
- 11 equips continentals professionals: Bardiani CSF, Bora-Argon 18, Cofidis, Direct Énergie, Gazprom-RusVelo, Nippo-Vini Fantini, ONE Pro Cycling, Roompot Oranje Peloton, Southeast-Venezuela, Stölting Service Group, Topsport Vlaanderen-Baloise

## Etapes
| Etapa      | Data       | Ciutats d'etapa     | type                      | Distància (km) | Vencedor de l'etapa | Líder de la general |
| ---------- | ---------- | ------------------- | ------------------------- | -------------- | ------------------- | ------------------- |
| 1a etapa   | 29 de març | De Panne – Zottegem | etapa accidentada         | 198,2          | Alexander Kristoff  | Alexander Kristoff  |
| 2a etapa   | 30 de març | Zottegem – Koksijde | etapa plana               | 211,1          | Elia Viviani        | Alexander Kristoff  |
| 3a a etapa | 31 de març | De Panne – De Panne | etapa plana               | 111,5          | Marcel Kittel       | Alexander Kristoff  |
| 3a b etapa | 31 de març | De Panne – De Panne | contrarellotge individual | 14,2           | Maciej Bodnar       | Lieuwe Westra       |

## Classificació final
|    | Ciclista                 | Equip                  | Temps       |
| -- | ------------------------ | ---------------------- | ----------- |
| 1  | Lieuwe Westra (NED)      | Astana Qazaqstan Team  | 12h 08' 19" |
| 2  | Alexander Kristoff (NOR) | Team Katusha           | + 13"       |
| 3  | Alexey Lutsenko (KAZ)    | Astana Qazaqstan Team  | + 16"       |
| 4  | Tony Martin (GER)        | Etixx-Quick Step       | + 35"       |
| 5  | Sylvain Chavanel (FRA)   | Direct Énergie         | + 59"       |
| 6  | Luke Durbridge (AUS)     | Orica-GreenEDGE        | + 1' 04"    |
| 7  | Stefan Küng (SUI)        | BMC Racing Team        | + 1' 06"    |
| 8  | Mads Pedersen (DEN)      | Stölting Service Group | + 1' 19"    |
| 9  | Nils Politt (GER)        | Team Katusha           | + 1' 19"    |
| 10 | Johan Le Bon (FRA)       | FDJ                    | + 1' 19"    |

## Evolució de les classificacions
| Etapa | Vencedor           | Classificació general | Classificació per punts | Classificació de la muntanya | Classificació dels esprints | Classificació per equips |
| ----- | ------------------ | --------------------- | ----------------------- | ---------------------------- | --------------------------- | ------------------------ |
| 1     | Alexander Kristoff | Alexander Kristoff    | Alexander Kristoff      | Loïc Vliegen                 | Danny van Poppel            | Astana Qazaqstan Team    |
| 2     | Elia Viviani       | Alexander Kristoff    | Alexander Kristoff      | Loïc Vliegen                 | Danny van Poppel            | Astana Qazaqstan Team    |
| 3a    | Marcel Kittel      | Alexander Kristoff    | Alexander Kristoff      | Loïc Vliegen                 | Danny van Poppel            | Astana Qazaqstan Team    |
| 3b    | Maciej Bodnar      | Lieuwe Westra         | Alexander Kristoff      | Loïc Vliegen                 | Danny van Poppel            | Astana Qazaqstan Team    |
| Final | Final              | Lieuwe Westra         | Alexander Kristoff      | Loïc Vliegen                 | Danny van Poppel            | Astana Qazaqstan Team    |